# A Gasoline Engagement
A Gasoline Engagement è un cortometraggio muto del 1911 diretto da Thomas H. Ince e interpretato da Mary Pickford e Owen Moore. Prodotto dalla Independent Moving Pictures Co. of America (IMP), il film uscì nelle sale il 10 luglio 1911, distribuito dalla Motion Picture Distributors and Sales Company. Era conosciuto anche con il titolo A Gasoline Elopement-

## Produzione
Il film fu prodotto dall'Independent Moving Pictures Co. of America (IMP).

## Distribuzione
Il film - un cortometraggio in una bobina - uscì nelle sale statunitensi il 10 luglio 1911, distribuito dalla Motion Picture Distributors and Sales Company. Non si conoscono copie ancora esistenti della pellicola che viene considerata presumibilmente perduta.